# Архитектура Хайфы
В израильском городе Хайфа, основанном в XIX веке, представлены разнообразные архитектурные стили. В Хайфе много зданий высокой общественной и экономической ценности, являющихся архитектурными объектами национального наследия Израиля. В 2018 году был принят Генеральный план развития Хайфы, предусматривающий обновление старых районов и модернизацию набережной, объём финансирования составляет 3 млрд шекелей.
Большая часть сохранившихся зданий Хайфы относятся к XX веку. До 1920-х годов она оставалась портовым городком, спонтанно застроенным домами в стиле средиземноморской арабской архитектуры. В нём выделялись религиозные здания — церкви, монастыри, мечети. Единственным построенным по плану частью города была Немецкая колония. Для зданий начала XX века характерен эклектический стиль, представителем которого является первое здание Техниона. В тот период на облик города сильно влияло постановление властей, обязывавшее облицовывать все дома камнем.
В 1930-е годы усилился поток иммигрантов из Европы, среди которых было немало архитекторов, приехавших с новыми идеями модернистской архитектуры, для которой характерен минимализм и функциональность. Они во многом определили облик центральной Хайфы..
Особняком стоит архитектура Всемирного центра бахаи, в которой заметно влияние как персидских традиций, так и классической архитектуры.
Для израильского периода характерна более густая и высотная массовая жилая застройка и отход от английских ограничений этажности. Частично их ввели вновь в 1980-е, после неконтролируемого появления небоскрёбов. Нынешними высотными доминантами города являются, например, «Мерказ панорама» на горе Кармель, башня Хайфского университета и небоскрёб «Парус».

#### Исламская архитектура

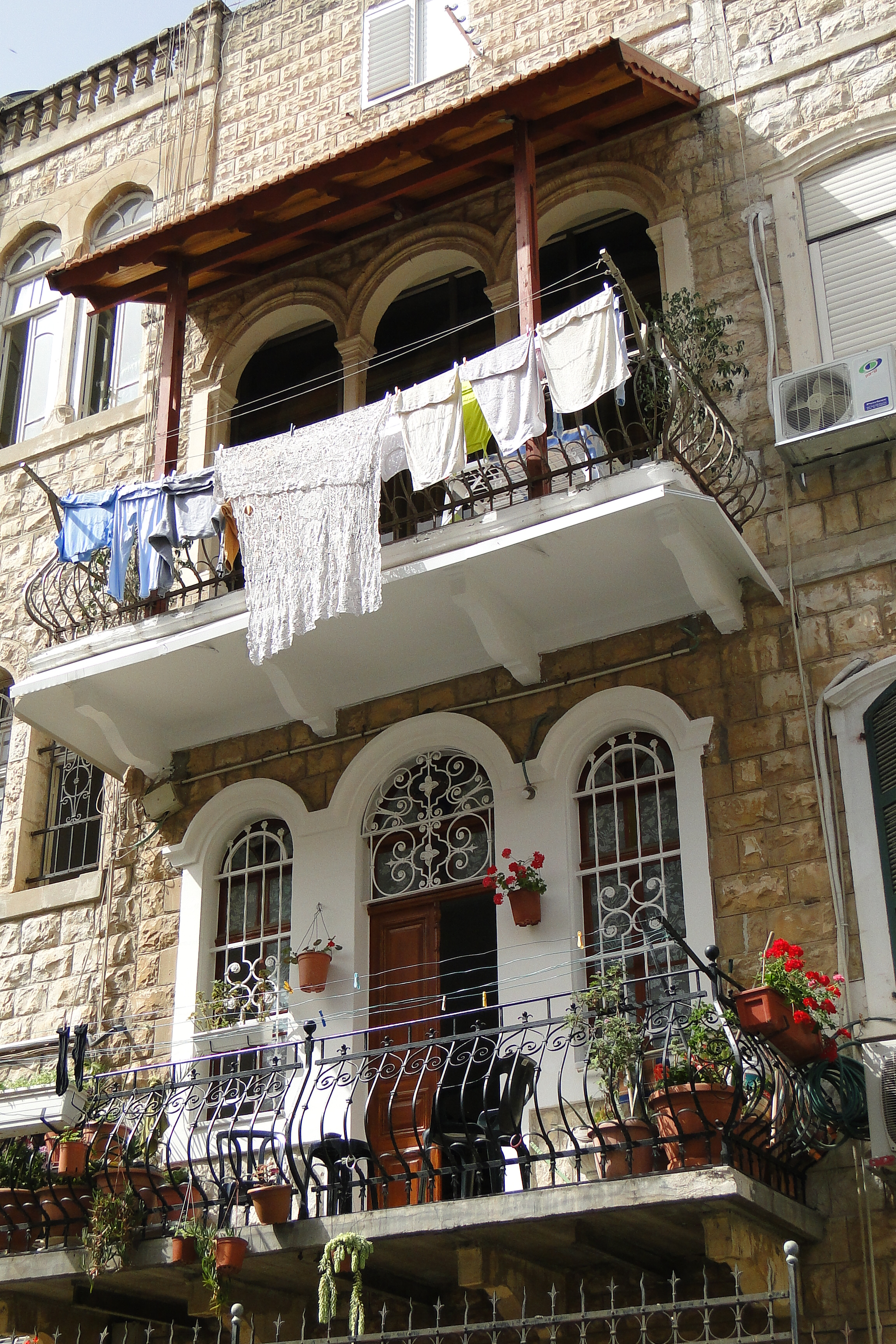
Дом в Вади-Ниснас

Примером исламской архитектуры в Хайфе являются здания XVIII—XIX веков, оставшиеся со времен османского периода, расположенные в таких районах Нижнего города, как Вади-Ниснас и Вади Салиб. При возведении этих зданий, как правило, использовался тёсаный куркар (разновидность известкового песчаника), характерные элементы исламской архитектуры, такие как каменные купола, галереи с колоннами, балконы с мраморными колоннами, портики и окна с арками, украшенные полы, фрески на стенах, арабески. Охраняется государством такой объект исламской архитектуры в Хайфе, как Мечеть Аль-Джарина(XVIII век), расположенная рядом с современным небоскрёбом Парус в Нижнем городе, восточный вокзал Хайфы(1904 год), в котором расположен Израильский железнодорожный музей.
Общественности удалось уберечь от сноса комплекс Аль-Паши (XIX век) в Нижнем городе.

#### Неоготика (XVIII—XIX век)
Христианские объекты Хайфы выполнены в стиле неоготика, для которого характерны чёткие и строгие формы, витражи, стены и купол с росписями на тему библейских сюжетов. Примером неоготики в Хайфе являются Монастырь кармелитов Стела Марис (1836 год), Монастырь кармелиток (1937 год).

#### Темплерская архитектура

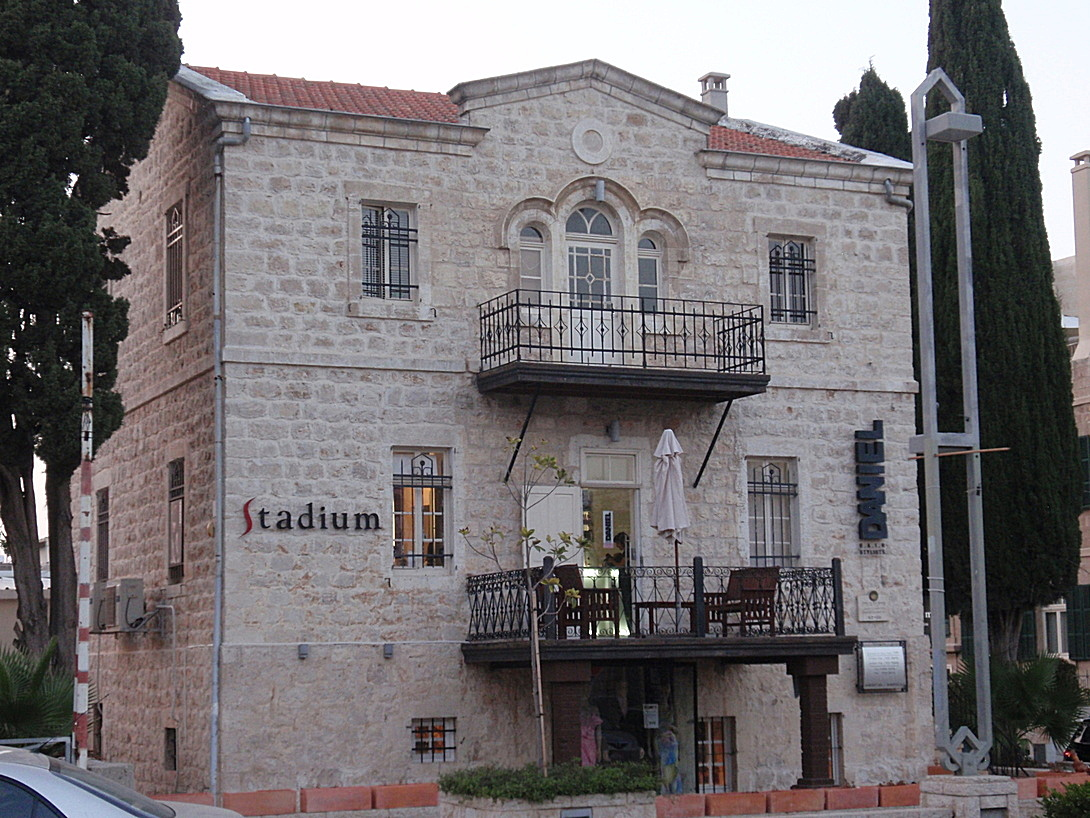
Дом в Немецкой колонии

В стиле темплерской архитектуры, соединяющей европейские германские мотивы и восточные арки, в Хайфе построены дома в Немецкой колонии (1869 год) в районе Нижний город и Кармельхейме в районе Центральный Кармель. Первым был построен Народный дом темплеров, в котором с 2000 года открыт Городской музей Хайфы. В этом доме, построенном из камня, есть черепичная крыша, типичный фронтон, балкон над входом, надпись над дверью, выгравированная на камне, внешняя лестница.

#### Модернизм в Хайфе

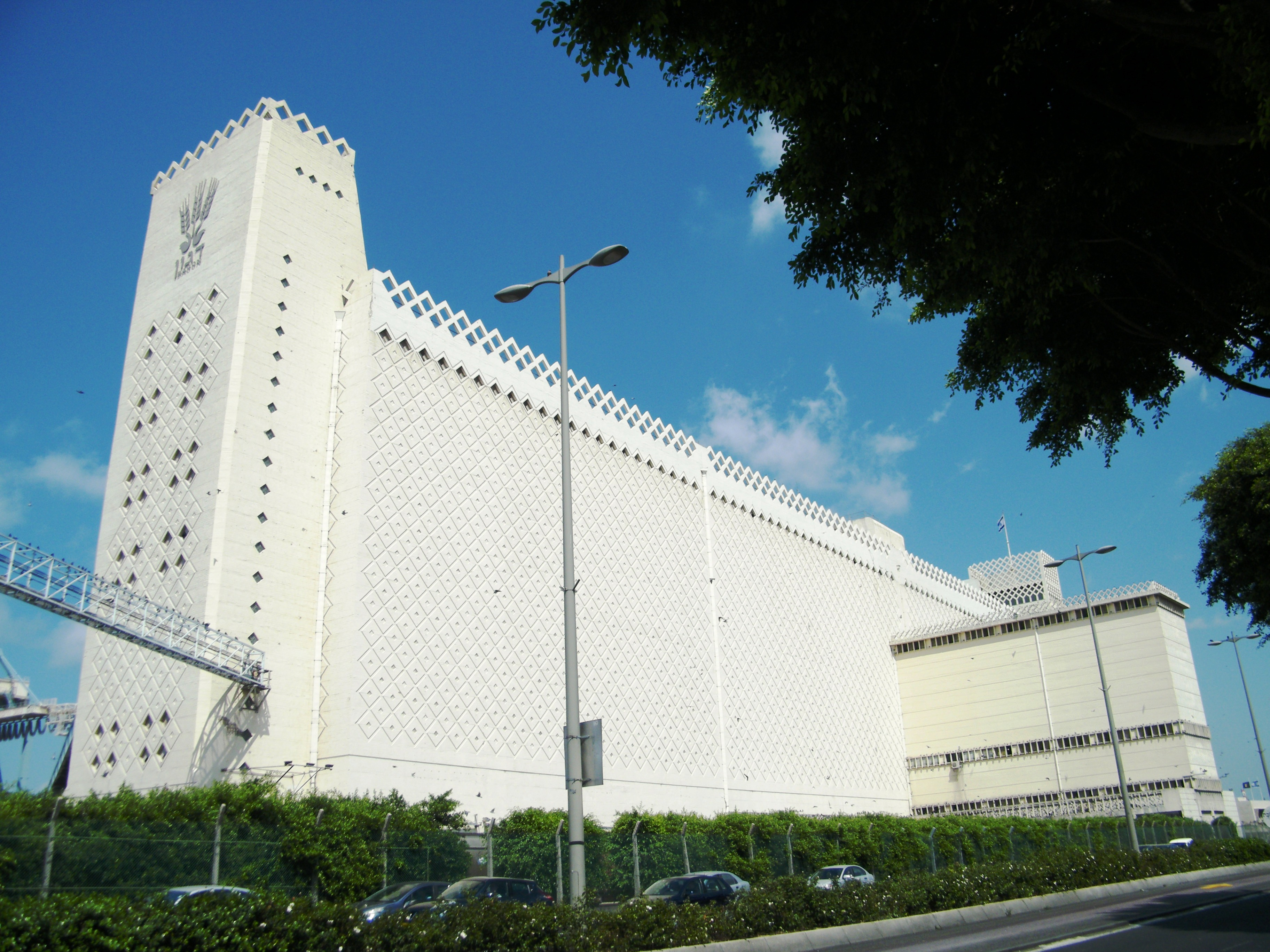
Элеватор Дагон

С 1900 по 1960 год в мировой архитектуре господствовал модернизм, отрицающий классическую архитектуру и предлагающий новые формы. В 1953 году, в стиле модернизма, в Нижнем городе, архитектором Иосифом Кларвейном, был спроектирован элеватор Дагон, отличающийся ромбовидными окнами, ромбовидной формой отделки фасада и верха стен, массивностью. Дагон сразу стал одним из символов города. В 1986 году в районе Кармеля в стиле модернизм были построены две башни Панорама работы архитектора Шломо Гилада, также ставшие одним из символов Хайфы и соединённые с туристической достопримечательностью Променадом Луи 1,5 — километровой пешеходной набережной, обращённой к Хайфскому заливу.

#### Архитектурный стиль Эрец-Исраэль в Хайфе
В первые два десятилетия XX века в Хайфе строительство велось в Архитектурном стиле Эрец Исраэль, смешивающем западноевропейскую и арабскую архитектуру и отражающем культуру прибывающей в город Второй волны еврейских поселенцев. Архитекторы использовали такие элементы исламской архитектуры, как стрельчатые арки, каменные купола, зубцы на стенах, многочисленные балконы. Западный подход заключался в симметричной планировке, квадратных окнах. Обязательным было исполнение закона времён Британского мандата — облицовки зданий тёсанным камнем. Как правило использовался такой строительный материал, как иерусалимский камень. Примером этого стиля в Хайфе является Старое здание Техниона, построенное архитектором Александром Бервальдом в районе Адар.

#### Эклектика

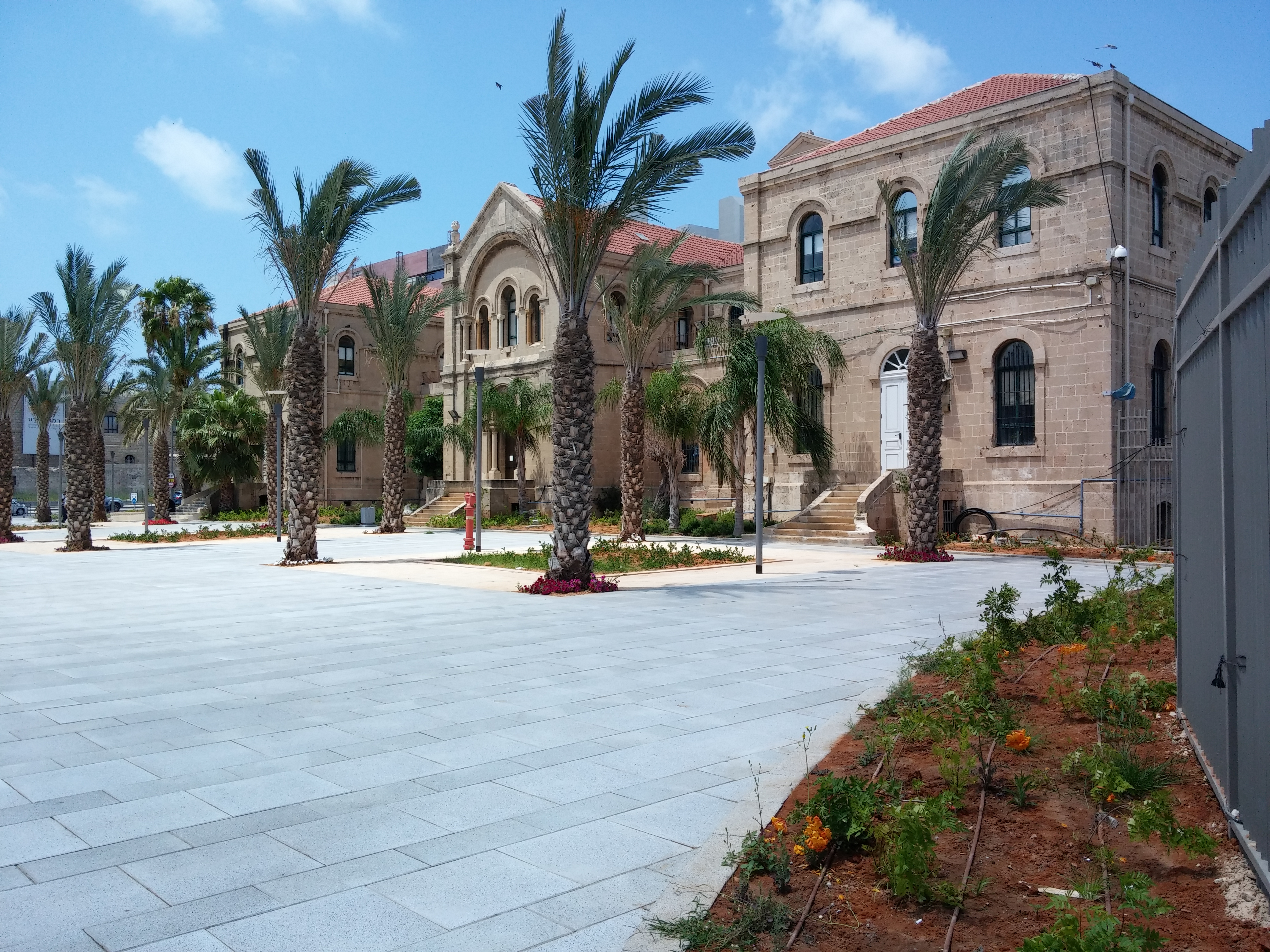
Эклектика XIX века. Монастырь кармелиток (старое здание) на территории больницы Рамбам, микрорайнон Бат Галим, Хайфа.

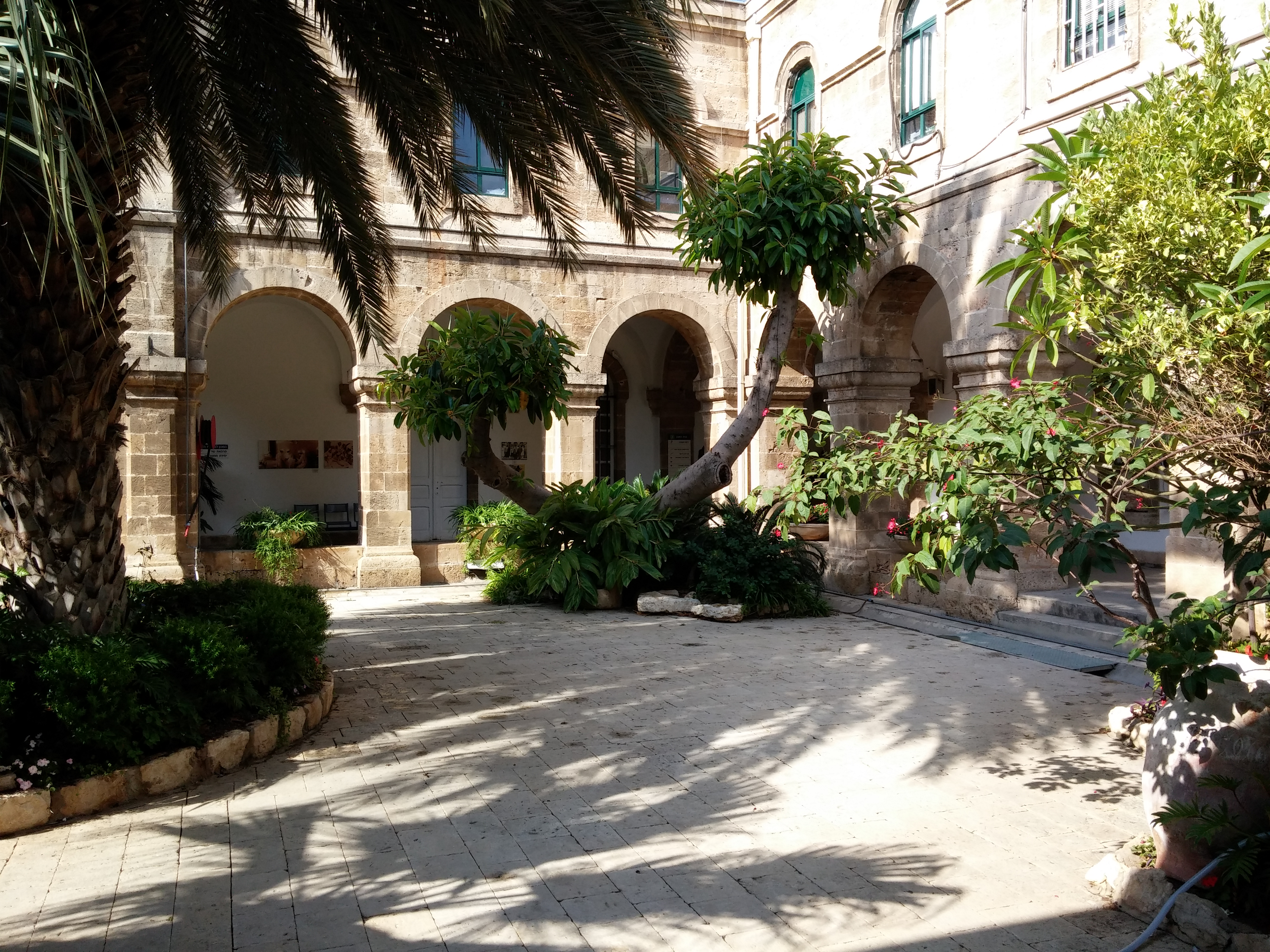
Монастырь кармелиток (старое здание, эклектика XIX века), внутренний дворик, Бат Галим, Хайфа.

Примером эклектичной архитектуры XIX века может служить старое здание Монастыря кармелиток (закладка здания 1888 год, архитектор француженка Мари де ла Круа), расположенное на территории больницы Рамбам в микрорайоне Бат Галим. Особенности здания: каменная баллюстрада во внутреннем дворе, барочные колонны с капителями, закруглённые вверху окна, фигурные столбики на уровне крыши (сейчас уже без крестов), справа от входа колокольня с классическим треугольным фронтоном. Над центральным входом треугольный фронтон (крест и изображение герба ордена кармелитов отсутствует).
После Беспорядков в подмандатной Палестине 1920 года произошёл сознательный отказ израильских архитекторов от местного арабского стиля, зародился стиль Израильской эклектики, которая смешивала все архитектурные стили, широко используя керамическую плитку с библейскими сюжетами и пейзажами, а также звезду Давида и надписи на иврите. В 1921 году еврейские архитекторы объединились в Ассоциацию инженеров и архитекторов Израиля, теперь здания в Хайфе строились по результатам архитектурных конкурсов, устраиваемых ассоциацией. Стиль эклектики подчёркивает углы, акцентирован на вертикальных линиях, отличается черепичной крышей, полушестиугольными арочными окнами, часто надстройкой башни, использует деревянные ставни, гипсовые орнаменты.
В этом стиле архитектором Беньямином Чайкиным, рождённым в Санкт-Петербурге, были построены исторические здания Дом моряка (1935 год) в Нижнем городе, здание мэрии Хайфы(1942 год) на Адаре.

#### Интернациональный стиль

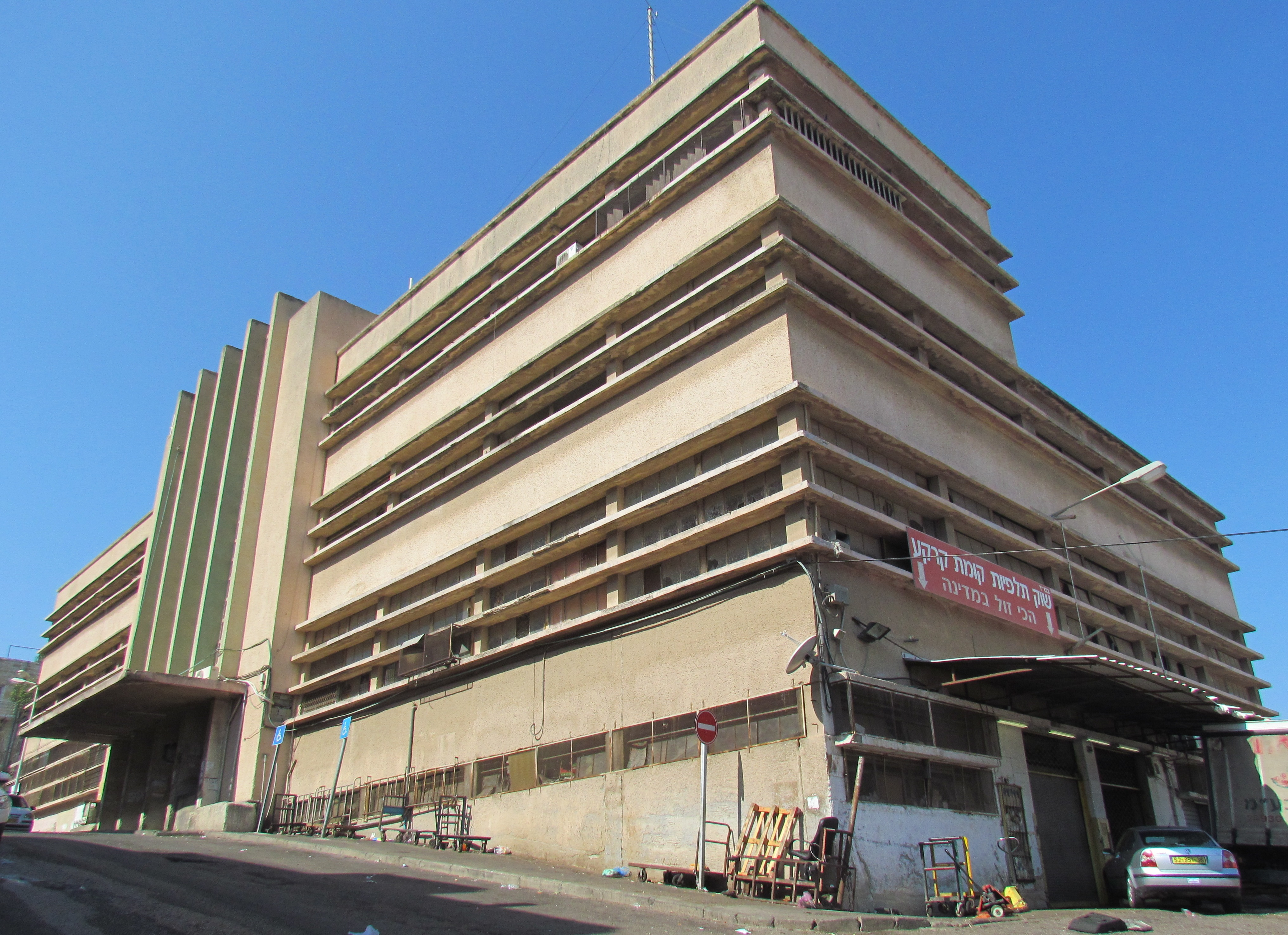
Рынок Тальпиот

Прибывшие в Хайфу четвёртая и пятая волна еврейских беженцев привезли с собой идеи интернационального стиля архитектуры, с гладкими поверхностями, новыми материалами в виде стекла, бетона и стали, каркасной структурой, использованием простых геометрических форм и отказом от традиционного декора из соображений экономии.
В 1940 году в международном стиле в Хайфе на Адаре был построен Рынок Тальпиот, как альтернатива рынкам Нижнего города, опасным для евреев из-за Арабского восстания 1936—1939 годов. Рынок отразил историю развития района Адар, в настоящее время здание рынка охраняется государством.
Смешение стилей характерно для одной из самых известных достопримечательностей Хайфы — Храма Баба (1953 год), спроектированного в 1948 году канадским архитектором Уильямом Максвеллом с широким использованием архитектурного стиля изящных искусств. Европейская гранитная колоннада, восточные каменные арки и золотой купол гармонизируют восточный и западный (неоклассицизм) архитектурный стиль. В 2008 году Храм, как и другие Здания Всемирного центра бахаи, был признан объектом Всемирного наследия Юнеско. В 1983 году, на территории Бахайских садов, по идеям, завещанным в XIX веке, была построена резиденция Всемирного дома справедливости, спроектированная ирано-канадским архитектором Хоссейном Аманатом и признанная в 2008 году объектом Всемирного наследия Юнеско. Греческие Коринфские колонны с каннелюрами украшают римскую аркаду (стиль неоклассицизм), окружающую здание с восточным куполом и расположенной у входа в здание восточной аркой с персидским портиком. В 1978 году самым высоким зданием Хайфы стала 102-метровая Башня Эшколь, входящая в комплекс зданий Хайфского университета, образец международного стиля, с самой высокой смотровой площадкой города, работы бразильского архитектора Оскара Нимейера, а Хайфа стала единственным городом, строящим небоскрёбы на вершине горы.

#### Баухаус
Беженцы 30-х годов из Германии привезли в Хайфу архитектурный стиль баухаус, порывающий с академизмом, делающий здание похожим на корабль, отличающийся минимализмом побеленных стен, конструктивизмом, абстракцией, асимметрией, прямыми окнами, угловыми закруглёнными балконами и плоскими крышами. Стеклянные стены не использовались из-за жары.
В стиле баухаус, с идеями концепции города-сада, известным израильским архитектором-градостроителем Рихардом Кауфманом, в 1922 году, в Хайфе был построен район Адар, с первым в стране общественным садом. Было получено разрешение Британских властей покрыть стены домов цементом вместо облицовки камнем. Примеры хайфского баухауса — здание Бейт-Йосеф-Готлиб на улице Иерушалаим, Бейт-Керман на улице Сиркин, Бейт-Мандель в Тель-Мана, Дом Кройса на улице Масада. Редким примером архитектурного авангарда является Стеклянный дом (1938 год) израильского и австрийского архитектора и жителя Хайфы Теодора Менкеса, построенный из нетипичных для Израиля стеклянных кирпичей, пропускающих внутрь помещений свет.

#### Брутализм
Брутализм развился в Хайфе в 50-70-е годы XX века. Возможности нового строительного материала — необработанного железобетона без штукатурки, облицовки и покраски, сложная композиция стиля брутализм были использованы при строительстве Национального института океанографии (1976 год) на берегу Средиземного моря в районе Хоф Шикмона.
Стиль брутализм использовал архитектор Яков Рехтер при строительстве больницы Кармель (1976 год) в районе Ахуза на Кармеле. В стиле брутализм, в 1967, году архитектором, уроженцем Санкт-Петербурга, Альфредом Мансфельдом, было построено самое высокое на тот момент здание Хайфы — Башня Мейерхофа в районе Кирьят-Элиэйзер.

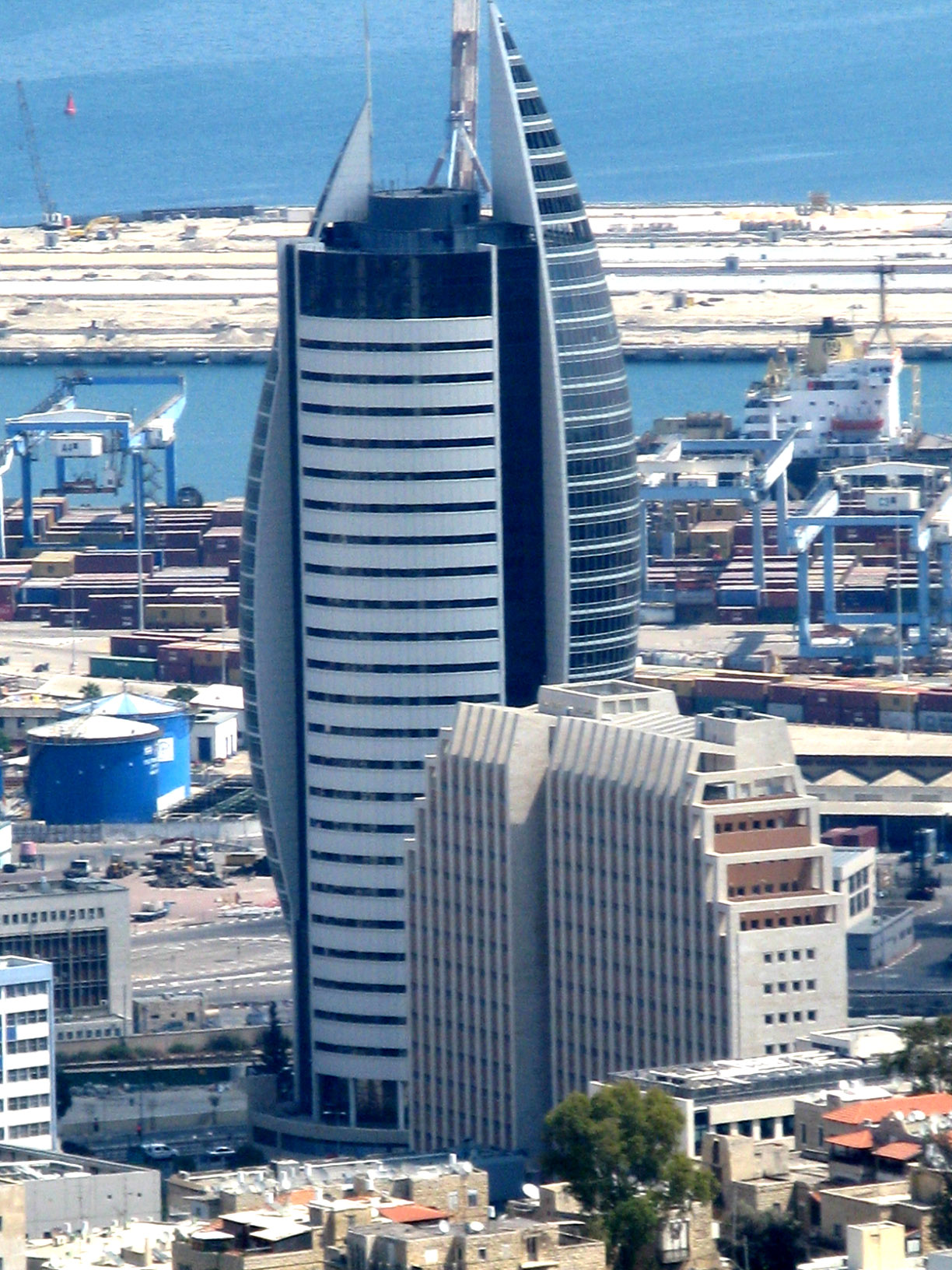
Небоскрёб «Парус»

#### Архитектурный постмодернизм в Хайфе
C 70-х годов в Хайфе начинает развиваться постмодернизм, сосредоточивший внимание на фасаде, учитывающий особенности существующей городской среды, подражающий археологическим памятникам, использующий декорирование стен, барельефы, росписи. С 90-х годов постмодернизм разделился на множество стилей. Примером постмодернизма в Хайфе может служить южный въезд в город, район Хоф ха-Кармель, в котором расположены не только объекты постмодернизма, но и много памятников: скульптурная группа «Путь сионизма», 40-тонная 15-метровая Скульптура Мира, выполненная китайским скульптором из нержавеющей стали. Примером постмодернизма в архитектуре является центр Кастра (строительство (2001 год), на куполах которого установлены керамические скульптуры царя Давида и царя Соломона австрийско-израильского художника Эрика Брауэра, а стены украшены библейскими керамическими панно, благодаря которым художник попал в книгу рекордов Гинесса.

#### Современная архитектура
Современная архитектура — это архитектура XXI века. Достопримечательностью Нижнего города, самым высоким зданием Хайфы, является небоскрёб Парус (2002 год), спроектированный в архитектурном стиле модернизм с использованием в отделке фасада алюминия и стекла, и стиля Blob по выпуклой форме здания. С использованием идей архитектурного стиля футуризм, относящегося хронологически к XX веку, но с учётом современных строительных технологий, спроектирован на южном въезде в Хайфу, в районе Хоф ха-Кармель, Международный стадион Самми Офер (2014 год).